# Leone (Samoa Americane)
Leone è un villaggio delle Samoa Americane appartenente alla contea di Lealataua del Distretto occidentale. Ha una superficie di 6,13 km² e in base al censimento del 2000, ha 3.568 abitanti.

## Geografia fisica
Il territorio del villaggio comprende una ampia zona lungo la costa meridionale dell'isola Tutuila ed è attraversato dal ruscello Leafu.

### Principali arterie stradali
- American Samoa Highway 001, principale collegamento stradale dell'isola Tutuila. Collega Leone a Faga'itua.

## Tsunami
Il villaggio di Leone fu devestato da uno tsunami il 29 settembre del 2009. L'onda anomala è stata generata da un terremoto suboceanico di magnitudo 8.0.